# Milk Cow Blues
Singles de Kokomo Arnold
Gitfiddle Jim
(1934) Back to the Woods
(1934)
Milk Cow Blues est une chanson écrite et originellement enregistrée par le chanteur et guitariste de blues américain Kokomo Arnold,,. Enregistrée par lui le 10 septembre 1934, elle est sortie en 78 tours chez Decca Records (Decca 7026) la même année.
La chanson a quelque (bien que très peu) ressemblance avec la chanson du même titre enregistrée par Sleepy John Estes en 1930. Par contre, il doit bien à My Black Mama, enregistré par Son House en 1930, la phrase  « Well you see my milk cow, tell her to hurry home ». Le fameux vers du début, « Good Morning, blues / Blues, how do you do ? » peut-être entendu dans That Too Do, un morceau de 1929 par Jimmy Rushing with the Bennie Moten's Kansas City Orchestra, où l'on trouve le jeune Count Basie.

## Autres versions
En 1935, Big Joe Williams, sous le nom de « Joe Williams' Washboard Blues Singers », place sur la face B de son tube Baby, Please Don't Go une chanson intitulée Wild Cow Blues. Les paroles ne sont pas identiques, mais le thème est le même.
Robert Johnson enregistre sa propre version, intitulée Milkcow's Calf Blues, le 20 juin 1937. Mais il ne se contente pas de cette reprise, il s'en inspire pour d'autres compositions, copiant le pont inventif et les exclamations à la voix de fausset d'Arnold sur Terraplane Blues et Stones in My Passway, ainsi que, avec quelques variations, sur Kind Hearted Woman.
Milk Cow Blues est ensuite reprise par de nombreux artistes de musique country, le premier étant Cliff Bruner en 1937.
Elvis Presley l' enregistre pour Sun Records en 1954. Sa version sort sous le titre Milkcow Blues Boogie le 8 janvier 1955. Elle est attribuée à « Elvis Presley, Scotty and Bill ». Grâce à Elvis, la chanson est devenue un incontournable du rock'n'roll.
De nombreux autres artistes enregistrent leur propre version de cette chanson. Parmi les plus célèbres, on peut citer notamment :
- 1935 : Bumble Bee Slim en single ;
- 1938 : Bob Crosby en single ;
- 1960 : Ricky Nelson en face B du single You Are the Only One ;
- 1962 : Eddie Cochran sur l'album Never to Be Forgotten ;
- 1965 : The Kinks sur l'album The Kink Kontroversy. Les anglais l'enregistrent à nouveau en 1967 dans un medley avec le thème de Batman et Tired of Waiting for You, paru sur l'album The Live Kinks ;
- 1977 : Aerosmith sur Draw the Line ;
- 1991 : Flamin' Groovies sur Step Up ;
- 1992 : Carl Perkins et Scotty Moore sur  706 Reunion - A Sentimental Journey ;
- 1997 : Nashville Pussy en face B du single Go Motherfucker Go ;
- 2000 : Willie Nelson sur l'album Milk Cow Blues.